# شرف‌آباد (کوثر)
شرف‌آباد یک روستا در ایران است که در دهستان سنجبد جنوبی واقع شده‌است. شرف‌آباد ۴۰ نفر جمعیت دارد.